# Leśnictwo (nauka)

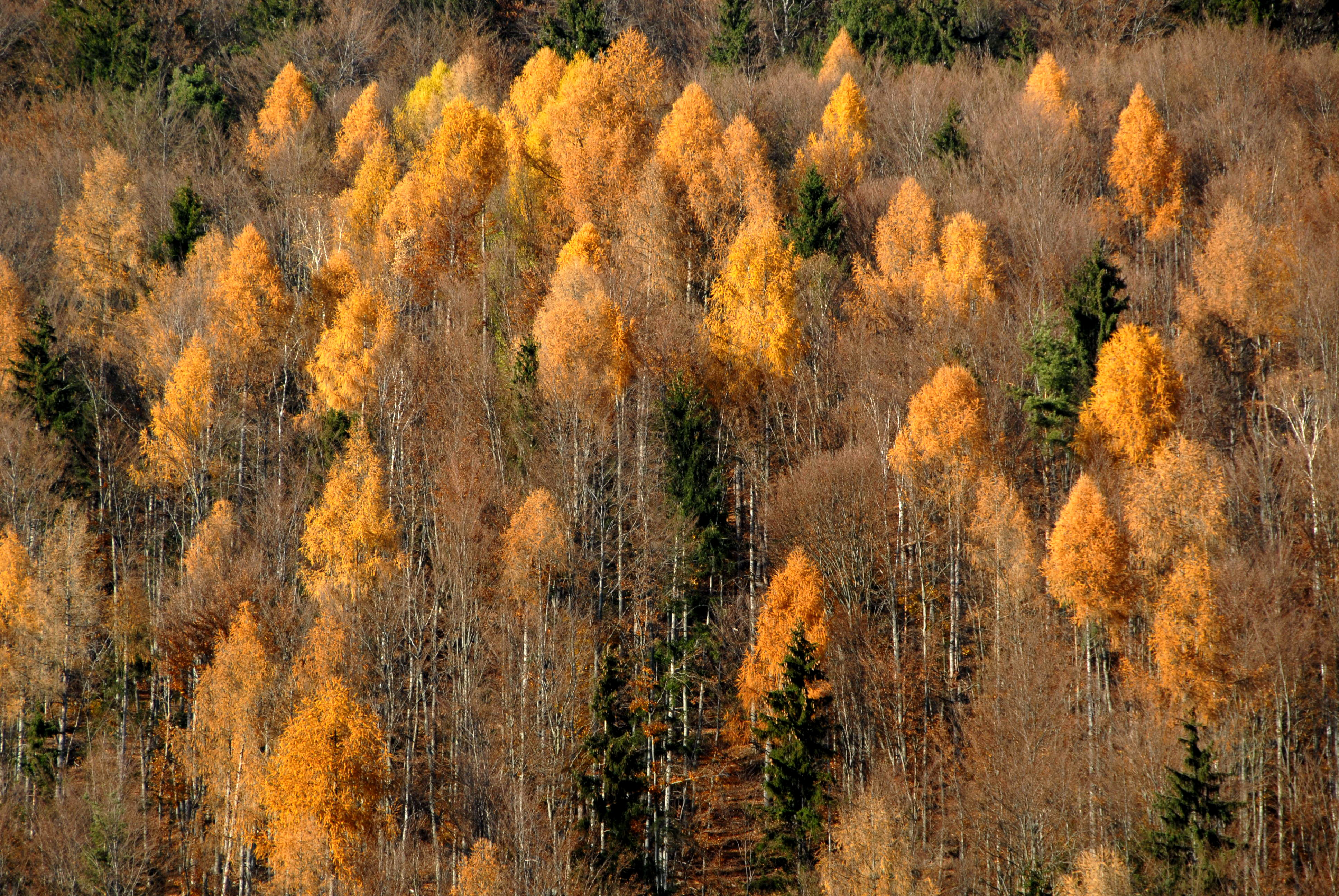
Las w Karyntii w Austrii

Leśnictwo – zespół nauk związanych z funkcjonowaniem lasów obejmujący według różnych ujęć takie zagadnienia jak:
- hodowla lasu
- ochrona lasu
- użytkowanie lasu
- urządzanie lasu
- łowiectwo.

W polskim systemie klasyfikacji nauk leśnictwo to dyscyplina w obrębie dziedziny nauk leśnych, razem z drzewnictwem. W klasyfikacji OECD leśnictwo nie jest odróżniane od szerzej rozumianych nauk leśnych i wchodzi w skład szeroko ujmowanych nauk rolniczych z naukami rolniczymi w wąskim znaczeniu i rybactwem.
Leśnictwo jest jednym z kierunków studiów prowadzonych w Polsce na siedmiu uczelniach:
- Filia Uniwersytetu Łódzkiego w Tomaszowie Mazowieckim
- Politechnika Białostocka
- Szkoła Główna Gospodarstwa Wiejskiego w Warszawie
- Uniwersytet Przyrodniczy w Lublinie
- Uniwersytet Przyrodniczy w Poznaniu
- Uniwersytet Rolniczy im. Hugona Kołłątaja w Krakowie
- Uniwersytet Warmińsko-Mazurski w Olsztynie.